# Mouvement de libération nationale des Comores
Das Mouvement de la Libération Nationale des Comores (Molinaco, dt. „Nationale Befreiungsbewegung der Komoren“) ist eine politische Partei in den Komoren. Sie wurde 1962 gegründet. Ihre bekanntesten Mitglieder waren Flüchtlinge in Daressalam in Tansania. Abou Bacar Boina war einer der Parteiführer. Mohamed Ali Mbalia war Parteimitglied, bevor er seine eigene Partei Pasoco gründete.
Sie traten gegenüber Frankreich für die sofortige Unabhängigkeit des Archipels ein und forderten einen klaren Schnitt mit der Kolonialmacht. Sie arbeiteten mit der Organisation für Afrikanische Einheit zusammen.
Zwischen 1964 und 1968 Saïd Mohamed Cheikh, der damalige Präsident des Rates der Komoren, die Vertreibung der Komoren aus Tansania und Sansibar, nach der von Revolution von Sansibar (arabisch ثورة زنجبار, DMG Ṯaurat Zanǧibār) bewerkstelligen.